# Perigune
Perigune (altgriechisch Περιγούνη) war in der griechischen Mythologie die schöne Tochter des auf dem Isthmus von Korinth nahe dem späteren Kenchreai hausenden Wegelagerers Sinis.
Laut der Darstellung des antiken Biographen Plutarch floh Perigune nach der Tötung des Sinis durch den athenischen Helden Theseus und verbarg sich im Dickicht. Sie gelobte, die Pflanzen – insbesondere den Spargel – niemals zu zertreten oder verbrennen, wenn sie ihr jetzt hinreichend Deckung geben würden. Theseus bat sie, aus ihrem Versteck hervorzukommen und sicherte zu, ihr kein Leid zuzufügen. Da vergaß sie ihre Angst und zeigte sich ihm freiwillig. Sie zeugte mit Theseus den Melanippos. Der Kallimachos-Schüler Istros zählte hingegen den Fall zu den Raubehen des Theseus. Nachdem Theseus mit Perigune verkehrt hatte, gab er sie dem Deioneus, Sohn des Königs Eurytos von Oichalia, zur Frau. Sie gebar dem Deioneus einen Sohn namens Nisos, der später König von Megara wurde. Perigunes Enkel Ioxos wanderte nach Karien aus. Dort hielten sowohl er als auch seine Nachkommen im Gedenken an ihre Ahnmutter den Schwur, keinen Spargel und andere Pflanzen zu verbrennen, sondern in Ehren zu halten.